# Tamsalu
Tamsalu – miasto w północnej Estonii, w prowincji Virumaa Zachodnia, w gminie Tapa.
Znajduje się tu stacja kolejowa Tamsalu, położona na linii Tapa – Tartu.